# Tiphobiosis salmoni
Tiphobiosis salmoni là một loài Trichoptera trong họ Hydrobiosidae. Chúng phân bố ở miền Australasia.